# Gone Is Gone
Gone Is Gone est un supergroupe de rock américain originaire de Los Angeles, en Californie, fondé en 2016. Le groupe a sorti deux albums et un EP depuis leur création.

## Historique
Le batteur Tony Hajjar, membre d'At the Drive-In, et le guitariste et claviériste Mike Zarin, qui travaillent ensemble depuis 2009 sur des bandes-son de films et de jeux vidéo, décident en 2012 de fonder un projet commun. En 2013, Tony Hajjar  contacte d'abord son ami guitariste Troy Van Leeuwen, membre de Queens of the Stone Age, et ils travaillent alors en trio sur différentes chansons. De temps en temps, Troy Sanders, membre de Mastodon, se rend à Los Angeles pour apporter sa contribution. La formation de Gone Is Gone est officialisée en avril 2016. La même année, un premier EP éponyme est publié en collaboration avec Rise Records et le label du groupe, Black Dune Records, suivi en 2017 par leur premier album Echolocation. L'album est composé en un mois par le quatuor en 2015, et, est salué par la critique,,,,.
Gone Is Gone est nommé aux Loudwire Music Awards 2016 et 2017 dans la catégorie Best New Artist. Les prix sont attribués respectivement aux groupes Shallow Side et Greta Van Fleet. Lors des Metal Hammer Awards 2017, Gone Is Gone est nommé dans la catégorie Meilleur premier album, le prix est attribué au groupe Dool. 

## Membres
- Troy Sanders - chant principal, guitare basse
- Troy Van Leeuwen – guitare
- Tony Hajjar – batterie
- Mike Zarin - guitare, claviers, chœurs

## Discographie
- 2016 : Gone Is Gone (Rise Records, Black Dune Records)| 1.    | Violescent              | 4:17 |
| 2.    | Starlight               | 5:55 |
| 3.    | Stolen from Me          | 3:17 |
| 4.    | Character               | 2:18 |
| 5.    | One Divided             | 3:35 |
| 6.    | Praying from the Danger | 4:31 |
| 7.    | Recede and Enter        | 1:28 |
| 8.    | This Chapter            | 6:15 |
| 31:36 |                         |      |

- 2017 : Echolocation (Rise Records, Black Dune Records)| 1.    | Sentient                 | 5:37 |
| 2.    | Gift                     | 4:10 |
| 3.    | Resurge                  | 4:31 |
| 4.    | Dublin                   | 4:58 |
| 5.    | Ornament                 | 4:42 |
| 6.    | Pawns                    | 3:53 |
| 7.    | Colourfade               | 3:47 |
| 8.    | Roads (Portishead cover) | 5:31 |
| 9.    | Slow Awakening           | 4:44 |
| 10.   | Fast Awakening           | 2:33 |
| 11.   | Resolve                  | 4:03 |
| 12.   | Echolocation             | 6:32 |
| 55:01 |                          |      |

- 2020 : If Everything Happens for a Reason... Then Nothing Really Matters at All (Clouds Hill)| 1.    | Resfeber                    | 1:48 |
| 2.    | Say Nothing                 | 3:35 |
| 3.    | Everything is Wonderfall    | 3:22 |
| 4.    | Wings of Hope               | 2:10 |
| 5.    | Sometimes I Feel            | 4:23 |
| 6.    | No One Ever Walked on Water | 3:05 |
| 7.    | Death of a Dream            | 4:05 |
| 8.    | Crimson, Chaos and You      | 2:17 |
| 9.    | Sans titre                  | 3:55 |
| 10.   | Payoff                      | 2:33 |
| 11.   | Force of a Feather          | 3:55 |
| 12.   | Dirge for Delusions         | 5:32 |
| 40:40 |                             |      |